# Droga wojewódzka nr 981
Droga wojewódzka nr 981 (DW981) – droga wojewódzka o długości 49,1 km łącząca Zborowice z Krynicą-Zdrój

## Średni dobowy ruch w punktach pomiarowych na drodze wojewódzkiej nr 981 w 2005 r.[1]
| Odcinek drogi    | Pikietaż początku odcinka drogi | Pikietaż końca odcinka drogi | Długość odcinka drogi | Pikietaż punktu pomiarowego | Miejscowość            | SDR 2005 |
| ---------------- | ------------------------------- | ---------------------------- | --------------------- | --------------------------- | ---------------------- | -------- |
| Zborowice-Stróże | 0                               | 14,3                         | 14,3                  | 8,7                         | Bobowa                 | 3476     |
| Stróże-Grybów    | 14,3                            | 20,5                         | 6,2                   | 17                          | Stróże                 | 3780     |
| Grybów(Miasto)   | 20,5                            | 24,1                         | 3,6                   | 21,2                        | Grybów ul. Grunwaldzka | 4697     |
| Grybów-Polany    | 24,1                            | 32,6                         | 8,7                   | 30,3                        | Florynka               | 1461     |
| Polany-Krzyżówka | 32,8                            | 43,8                         | 11                    | 36,6                        | Berest                 | 1273     |

## Miejscowości leżące przy trasie DW981
- Zborowice (DW977)
- Bobowa
- Grybów (DK28)
- Stróże
- Biała Niżna
- Krzyżówka (DK75)
- Krynica-Zdrój (DW971)